# Hyphydrus silvanus
Hyphydrus silvanus är en skalbaggsart som beskrevs av Bilardo 1982. Hyphydrus silvanus ingår i släktet Hyphydrus och familjen dykare. Inga underarter finns listade i Catalogue of Life.